# Downers Grove
Downers Grove ist ein Village im DuPage County im US-amerikanischen Bundesstaat Illinois mit 50.247 Einwohnern im Jahr 2020.

## Geografie
Die Stadt befindet sich rund 30 km westlich von Chicago. Sie liegt 41° 47′ 41,29″ N Breite und 88° 1′ 0,98″ W Länge. Nach Angaben des United States Census Bureau hat das Gebiet eine Größe von 14,3 mi², was 37,2 km² entspricht. Davon sind nur 0,07 % Wasser. Der Ort stellt eine principal city der Metropolregion Chicago dar. An Downers Grove grenzen die Gemeinden  Darien, Lisle, Oak Brook, Lombard, Woodridge, und Westmont.

## Geschichte
Der Ort wurde 1832 von dem Prediger Pierce Downer gegründet. Er war seinem Sohn Stephen, einem am Bau des ersten Chicagoer Leuchtturms beteiligten Steinmetz, aus dem Bundesstaat New York nach Illinois gefolgt. Er beanspruchte eine Landfläche von 160 Acres (entspricht etwa 65 Hektarn) und errichtete einen Milchviehbetrieb. Weitere Siedler folgten im Verlauf der folgenden Jahre und im Jahr 1863 wurde die erste Subdivision errichtet.
Mit der Eröffnung der Bahnstrecke Aurora–Chicago im Jahr 1864 wurde der Ort auch per Schiene erreichbar; das weitere Wachstum der Stadt konzentrierte sich vor allem auf die die drei Bahnhöfe (Main Street, Belmont und East Grove) umgebenden Gebiete.
Im Jahr 1873 erfolgte die formelle Gründung der Gemeinde unter der Bezeichnung Village of Downers Grove.
Polnische Einwanderer aus Gostyń errichteten nördlich der East Grove Station (heute: Fairview Avenue Station) das erste Migrantenviertel der Stadt; die dort gelegene St. Mary of Gostyn Church ist die älteste Römisch-katholische Kirche der Stadt.
1892 errichteten Chicagoer Unternehmer, darunter Marshall Field, nördlich der Belmont Station den ersten Neunloch-Golfplatz westlich der Appalachen (heute: Downers Grove Golf Club).
Die Nähe zu Chicago, einem frühen Zentrum des Versandhandels in den Vereinigten Staaten, führte dazu, dass Downers Grove zwischen 1908 und 1940 zu einem Zentrum von Sears Modern Homes wurde – Fertighäusern, die Sears, Roebuck & Co. im Katalog-Versandhandel vertrieb.
1928 erfolgte die Errichtung des Tivoli Theaters, einem der landesweit ersten Kinos, die speziell für die Aufführung von Tonfilmen errichtet wurden. Es ist nicht mit dem in den Sechzigerjahren abgerissenen gleichnamigen Chicagoer Theater zu verwechseln.

## Wirtschaft
Downers Grove ist Hauptsitz mehrerer national und international tätiger Großunternehmen, unter anderem der HAVI Group (einer der größten Lieferanten für McDonald’s), Dover Corporation (Maschinenbau), Univar Solutions (Chemiedistribution) und der FTD Group (Florist's Transworld Delivery, der Mutterkonzern von Fleurop/Interflora). Auch der IT-Branchenverband CompTIA hat hier seinen Sitz. Der Konsumgüterhersteller Sara Lee war bis zu seiner Auflösung in Downers Grove beheimatet.

## Klima
Downers Grove liegt in einer Zone humiden Kontinentalklimas. Durchschnittlich ist Januar der kälteste und Juli der wärmste Monat.
Die höchste jemals gemessene Temperatur in Downers Grove war 41 °C im Juli 2005. Im Januar 1985 wurde mit −32 °C das Allzeittief erreicht.

## Verkehr
Die Stadt liegt an den Interstate Highways 88 (West) und 355 („Veterans Memorial Tollway“).
Mit Belmont, Downers Grove Main Street und Fairview Avenue verfügt die Stadt über drei Bahnhöfe entlang der zum METRA-System gehörigen BNSF Railway Line; einer Pendlerstrecke, die Aurora im Westen mit Chicagos Union Station im Osten verbindet.

## Söhne und Töchter der Stadt
- Luther Ely Smith (1873–1951), Gründer des Jefferson National Expansion Memorial
- F. Kenneth Iverson (1925–2002), Manager
- Angelo Poffo (1925–2010), Wrestler
- Janet Mondlane (* 1935), mosambikanische First Lady
- Sherrill Milnes (* 1935), Opernsänger
- Jim McDermott (* 1936), Abgeordneter im US-Kongress für den Staat Washington
- David Mott (* 1945), Saxophonist und Jazzmusiker
- Tony Granato (* 1964), Eishockeyspieler und -trainer
- Cammi Granato (* 1971), Eishockeyspielerin
- Denise Richards (* 1971), Schauspielerin
- Manu Raju (* 1980), Journalist und Moderator (CNN)
- Matt Jones (* 1983), Eishockeyspieler
- Eric Lichaj (* 1988), Fußballspieler
- Evan Mosey (* 1989), Eishockeyspieler
- Kendall Gretsch (* 1992), Behindertensportlerin
- Sandi Morris (* 1992), Stabhochspringerin
- Gregory Petty (* 1993), Volleyballspieler
- Alex Monis (* 2003), philippinisch-US-amerikanischer Fußballspieler